# Carlos Falcó
Carlos Falcó y Fernández de Córdoba (Sevilla, 3 de febrero de 1937-Madrid, 20 de marzo de 2020), V marqués de Griñón y XII marqués de Castel-Moncayo, grande de España, fue un aristócrata, ingeniero agrónomo y empresario español.

## Biografía
Nacido el 3 de febrero de 1937 en el Palacio de las Dueñas (Sevilla) debido a la guerra, Carlos Falcó y Fernández de Córdoba, pertenecía a una conocida e influyente familia aristocrática, que acumula 41 títulos, con 13 grandezas de España, siendo el tercer hijo del matrimonio formado por Manuel Falcó y Escandón (1892-28 de julio de 1975), ix duque de Montellano, xi marqués de Castel-Moncayo, vii conde de Villanueva de las Achas, x marqués de Pons, gentilhombre grande de España con ejercicio y servidumbre del rey Alfonso XIII y diputado en el Congreso por Valencia en 1923, e Hilda Joaquina Fernández de Córdoba y Mariátegui, hija de los duques de Arión y Dama de la Reina Victoria Eugenia de España que ostentó los títulos de iii condesa de Santa Isabel, xiii marquesa de Mirabel y xii condesa de Berantevilla. Tuvo tres hermanos: Felipe (x marqués de Pons), María del Rocío (xi condesa de Berantevilla) y Fernando (III marqués de Cubas).
Estudió en el Liceo Francés de Madrid y posteriormente la carrera de ingeniero agrónomo en la Universidad de Lovaina (Bruselas), y economía agraria en la Universidad de California en Davis.[cita requerida]
Poseedor de una de las bodegas más importantes de España, se dedicó a la explotación agrícola de sus fincas de Castilla La Mancha y Extremadura, entre las cuales se encuentran "La Barquilla" y "Valero", ambas en la provincia de Cáceres y que suman más de 6.000 hectáreas, y las fincas "Dominio de Valdepusa" y "Casa de Vacas", de más de 300 hectáreas, en la localidad toledana de Malpica, en la que emprendió su actividad como viticultor y que había heredado del Duque de Arión, su abuelo materno. Allí plantó viñas de origen francés a mediados de los 70.[cita requerida]
En 1972 inauguró la empresa de ocio Safari Reserva El Rincón, para la exhibición de animales salvajes, en una finca de más de 700 hectáreas que poseía en la localidad madrileña de Aldea del Fresno.[cita requerida]
Fue el introductor en España de las uvas Syrah y Petit Verdot, así como de la variedad Cabernet Sauvignon en Castilla La Mancha. En 1982 sacó al mercado su primer vino blanco elaborado en la localidad vallisoletana de Rueda con uva de la zona, al que siguieron a mediados de los ochenta un tinto, basado en la cepa tipo Cabernet Sauvignon, con el que consiguió gran renombre internacional.[cita requerida]
También fue pionero en la introducción de nuevas tecnologías agrarias como el riego por goteo, en 1974; las espalderas Smart-Dyson, en 1994, o el sistema de regadío conocido como "partial root drying", en 1999.[cita requerida]
Muy ligado al mundo de la gastronomía, en 1990 recibió una de las menciones honoríficas en el Premio Nacional de Turismo y Gastronomía "Marqués de Villena" 89 y en 2014 fue galardonado con el Gran Premio a la Cultura Gastronómica que concede la Academia Internacional de Gastronomía. Era miembro de la Academia Española de Gastronomía y de la Inglesa, y presidente de la Academia Castellano-Manchega de Gastronomía. Asimismo, era uno de los socios fundadores del Club Siglo XXI, de cuya dirección formó parte.[cita requerida]
Falleció el 20 de marzo de 2020 a los 83 años de edad en el Hospital Universitario Fundación Jiménez Díaz de Madrid, donde fue ingresado dos días antes tras dar positivo en COVID-19.
Carlos dejó escrito en su testamento que era su expreso deseo que su hijo mayor Manuel Falcó heredase el marquesado de Castel-Moncayo, con grandeza de España (su hija Alejandra Falcó ya obtuvo de su abuela materna, Hilda Fernández de Córdova, el título de marquesa de Mirabel). Mientras que el marquesado de Griñón quería que lo obtuviese su hija Tamara Isabel Falcó Preysler

## Matrimonios y descendencia
Se casó con la suiza Jeannine Girod del Avellanal, con quien tuvo a Manuel —el XIII marqués de Castel-Moncayo según las disposiciones testamentarias de su padre— y a Alejandra (Xandra) Falcó y Girod, XIV marquesa de Mirabel. Tras siete años juntos se divorciaron. Carlos Falcó contrajo matrimonio en 1980 en Toledo con la socialité filipina Isabel Preysler. De esta unión nació Tamara Falcó, marquesa de Griñón, por decisión de su padre. Nuevamente divorciado en 1985, se casó en 1993 con Fátima de la Cierva, hija de los marqueses de Poza, nieta de los condes de los Andes y bisnieta del duque del Infantado, con quien tuvo a Duarte y a Aldara Falcó y de la Cierva.
Tras su tercer y último divorcio, ocurrido en 2011 después de dieciocho años de matrimonio con María de Fátima de la Cierva y Moreno, contrajo nupcias en 2017 con la modelo malagueña Esther Doña Morales y falleció tres años después el 20 de marzo de 2020.